# Томас Біккель
Томас Біккель (нім. Thomas Bickel, нар. 6 жовтня 1963, Аарберг) — колишній швейцарський футболіст, що грав на позиції півзахисника. Футболіст року в Швейцарії (1994).
Виступав, зокрема, за «Цюрих» та «Грассгоппер», а також національну збірну Швейцарії.

## Клубна кар'єра
У дорослому футболі дебютував 1984 року виступами за «Б'єн», в якій провів один сезон у другому за рівнем дивізіоні Швейцарії, взявши участь у 29 матчах чемпіонату.
Своєю грою за цю команду привернув увагу представників тренерського штабу клубу «Цюрих», до складу якого приєднався влітку 1985 року. Відіграв за команду з Цюриха наступні три сезони своєї ігрової кар'єри. Більшість часу, проведеного у складі «Цюриха», був основним гравцем команди і покинув клуб у 1988 році, після його вильоту з елітного швейцарського дивізіону.
1988 року уклав контракт з клубом «Грассгоппер», принциповим противником «Цюриха», у складі якого провів наступні сім років своєї кар'єри гравця, вигравши в 1989 і 1990 роках Кубок Швейцарії, а в 1990 і 1991 роках — чемпіонат. У 1994 році він завоював свій третій кубок, оформивши перемогу 4:0 над «Шаффгаузеном» і отримав приз найкращого футболіста Швейцарії 1994 року.
Завершив професійну ігрову кар'єру у японському клубі «Віссел» (Кобе), за який виступав протягом 1995—1997 років.

## Виступи за збірну
19 серпня 1986 року дебютував в офіційних матчах у складі національної збірної Швейцарії під проводом Даніеля Жандюпе у матчі проти збірної Франції (2:0). Регулярно викликався з 1989 по 1991 роки в команду Улі Штіліке, грав першу роль і в збірній Роя Ходжсона. 
У складі збірної був учасником чемпіонату світу 1994 року у США, зігравши три матчі проти збірних США, Румунії і Іспанії. Останню гру провів 11 жовтня 1995 року проти збірної Угорщини. Відмовився від участі в чемпіонаті Європи 1996 року, будучи гравцем японського «Віссел Кобе», оскільки не був упевнений, що перенесе тривалий переліт.
Протягом кар'єри у національній команді, яка тривала 10 років, провів у формі головної команди країни 52 матчі, забивши 5 голів.

## Титули і досягнення

### Клубні
- Чемпіон Швейцарії (2):

«Грассгоппер»: 1989–90, 1990–91
- Володар Кубка Швейцарії (3):

«Грассгоппер»: 1988–89, 1989–90, 1993–94
- Володар Суперкубка Швейцарії (1):

«Грассгоппер»: 1989

### Індивідуальні
- Футболіст року в Швейцарії: 1994